# Patinação de velocidade em pista curta nos Jogos Olímpicos de Inverno de 2006 - 1000 m masculino
A competição de 1000 m masculino da patinação de velocidade em pista curta nos Jogos Olímpicos de Inverno de 2006 aconteceu no dia 18 de fevereiro. 

## Medalhistas
| Ouro   | KOR Ahn Hyun-soo     |
| Prata  | KOR Lee Ho-suk       |
| Bronze | USA Apolo Anton Ohno |

## Resultados

### Primeira fase
| Pos. | Patinador               | Tempo    | Nº  |
| ---- | ----------------------- | -------- | --- |
| 1    | CHN Ye Li               | 1:27.048 | 216 |
| 2    | ITA Nicola Rodigari     | 1:27.184 | 232 |
| 3    | FRA Jean Charles Mattei | 1:28.009 | 219 |
| 4    | GBR Paul Stanley        | 1:28.511 | 221 |

| Pos. | Patinador                   | Tempo    | Nº  |
| ---- | --------------------------- | -------- | --- |
| 1    | CAN Francois-Louis Tremblay | 1:28.925 | 211 |
| 2    | JPN Satoru Terao            | 1:29.090 | 238 |
| 3    | GBR Jon Eley                | 1:29.147 | 220 |
| 4    | AUS Mark Mcnee              | 1:30.033 | 204 |

| Pos. | Patinador        | Tempo    | Nº  |
| ---- | ---------------- | -------- | --- |
| 1    | KOR Hyun-Soo Ahn | 1:27.372 | 239 |
| 2    | USA Rusty Smith  | 1:27.508 | 255 |
| 3    | HUN Peter Darazs | 1:27.929 | 227 |

| Pos. | Patinador                | Tempo    | Nº  |
| ---- | ------------------------ | -------- | --- |
| 1    | KOR Ho-Suk Lee           | 1:35.634 | 240 |
| 2    | SVK Matus Uzak           | 1:35.989 | 249 |
| 3    | RUS Vyacheslav Kurginyan | 1:36.070 | 247 |

| Pos. | Patinador              | Tempo    | Nº  |
| ---- | ---------------------- | -------- | --- |
| 1    | CAN Eric Bedard        | 1:28.274 | 208 |
| 2    | POL Dariusz Kulesza    | 1:29.102 | 246 |
| 3    | GER Sebastian Praus    | 1:35.375 | 226 |
| -    | FRA Maxime Chataignier | DQ       | 218 |

| Pos. | Patinador         | Tempo    | Nº  |
| ---- | ----------------- | -------- | --- |
| 1    | CHN Jiajun Li     | 1:27.765 | 215 |
| 2    | ITA Fabio Carta   | 1:27.826 | 229 |
| 3    | BEL Pieter Gysel  | 1:27.994 | 207 |
| 3    | GER Arian Nachbar | 1:27.994 | 225 |

#### Chave 7
| Pos. | Patinador               | Tempo    | Nº  |
| ---- | ----------------------- | -------- | --- |
| 1    | USA Apolo Anton Ohno    | 1:36.120 | 254 |
| 2    | UKR Volodymyr Grygoriev | 1:36.397 | 250 |
| 3    | RUS Mikhail Rajine      | 1:42.677 | 248 |
| -    | NED Niels Kerstholt     | DQ       | 245 |

### Quartas de finais
| Pos. | Patinador           | Tempo    | Nº  |
| ---- | ------------------- | -------- | --- |
| 1    | USA Rusty Smith     | 1:27.000 | 255 |
| 2    | CHN Ye Li           | 1:27.078 | 216 |
| 3    | ITA Nicola Rodigari | 1:27.240 | 232 |
| 4    | RUS Mikhail Rajine  | 1:32.432 | 248 |
| -    | SVK Matus Uzak      | DQ       | 249 |

| Pos. | Patinador            | Tempo    | Nº  |
| ---- | -------------------- | -------- | --- |
| 1    | KOR Hyun-Soo Ahn     | 1:29.371 | 239 |
| 2    | USA Apolo Anton Ohno | 1:29.650 | 254 |
| 3    | GER Sebastian Praus  | 1:29.820 | 226 |
| 4    | POL Dariusz Kulesza  | 1:30.556 | 246 |

| Pos. | Patinador                   | Tempo    | Nº  |
| ---- | --------------------------- | -------- | --- |
| 1    | CHN Jiajun Li               | 1:28.179 | 215 |
| 2    | BEL Pieter Gysel            | 1:28.335 | 207 |
| 3    | JPN Satoru Terao            | 1:28.499 | 238 |
| 4    | HUN Peter Darazs            | 1:28.738 | 227 |
| -    | CAN Francois-Louis Tremblay | DQ       | 211 |

| Pos. | Patinador               | Tempo    | Nº  |
| ---- | ----------------------- | -------- | --- |
| 1    | KOR Ho-Suk Lee          | 1:27.265 | 240 |
| 2    | CAN Eric Bedard         | 1:27.546 | 208 |
| 3    | ITA Fabio Carta         | 1:27.656 | 229 |
| 4    | GER Arian Nachbar       | 1:27.679 | 225 |
| 5    | UKR Volodymyr Grygoriev | 1:29.168 | 25  |

### Semifinais
| Pos. | Patinador        | Tempo    | Nº  |
| ---- | ---------------- | -------- | --- |
| 1    | KOR Ho-Suk Lee   | 1:29.150 | 240 |
| 2    | USA Rusty Smith  | 1:29.515 | 255 |
| 3    | CHN Ye Li        | 1:47.965 | 216 |
| -    | BEL Pieter Gysel | DQ       | 207 |

| Pos. | Patinador            | Tempo    | Nº  |
| ---- | -------------------- | -------- | --- |
| 1    | KOR Hyun-Soo Ahn     | 1:27.909 | 239 |
| 2    | USA Apolo Anton Ohno | 1:28.080 | 254 |
| 3    | CHN Jiajun Li        | 1:29.183 | 215 |
| -    | CAN Eric Bedard      | DQ       | 208 |

### Final A
| Pos. | Patinador            | Tempo    | Nº  |
| ---- | -------------------- | -------- | --- |
|      | KOR Hyun-Soo Ahn     | 1:26.739 | 239 |
|      | KOR Ho-Suk Lee       | 1:26.764 | 240 |
|      | USA Apolo Anton Ohno | 1:26.927 | 254 |
| 4    | USA Rusty Smith      | 1:27.435 | 255 |
| 5    | CHN Ye Li            | 1:29.918 | 216 |

### Final B
| Pos. | Patinador     | Tempo | Nº  |
| ---- | ------------- | ----- | --- |
| 6    | CHN Jiajun Li | WO    | 215 |

Legenda
| Recorde mundial      | Recorde mundial (World record)               |                       | Recorde africano                      | Recorde africano (African) |                                           | Q | Classificado por posição (Qualified) |
| Recorde olímpico     | Recorde olímpico (Olympic record)            | Recorde da América    | Recorde da América (Americas)         | q                          | Classificado por melhor tempo (Qualified) |   |                                      |
| Melhor marca do ano  | Melhor marca do ano (World leading)          | Recorde asiático      | Recorde asiático (Asian)              | DNS                        | Não largou (Did not start)                |   |                                      |
| Recorde nacional     | Recorde nacional (National record)           | Recorde europeu       | Recorde europeu (European)            | DNF                        | Não terminou (Did not finish)             |   |                                      |
| Recorde pessoal      | Recorde pessoal do atleta (Personal best)    | Recorde da Oceania    | Recorde da Oceania (Oceania)          | DSQ / DQ                   | Desclassificado (Disqualified)            |   |                                      |
| Recorde da temporada | Recorde da temporada do atleta (Season best) | Recorde sul-americano | Recorde sul-americano (South America) | NM                         | Sem marca (No mark)                       |   |                                      |